# Бабозеро (бассейн Варзины)
Бабо́зеро (также Нызъявр, Низьявр, Нызанъявр) — озеро в Ловозерском районе Мурманской области, расположенное на северо-востоке Кольского полуострова, юго-западнее Ёнозера. Относится к бассейну Нокуевского залива Баренцева моря, в который имеет сток через реку Бабью, Ёнозеро и Варзину.
Площадь зеркала — 24,8 км² (по другим данным — 24,9 км²). Площадь водосбора — 209 км². Высота над уровнем моря — 233 м.
Имеет форму вытянутого овала с изрезанной береговой линией. Впадает несколько ручьёв, среди которых наиболее значимые Бабручей и Егор-Фёдорович. Имеется несколько островов. На берегах — холмы высотой до 294,4 м. Берега покрыты тундровой и болотной растительностью.
Код водного объекта в государственном водном реестре — 02010000911101000004963.